# Публій Ювенцій Цельс (консул 164 року)
Публій Ювенцій Цельс (лат. Publius Iuventius Celsus; ? — після 172) — державний діяч Римської імперії, консул 164 року.

## Життєпис
Про дату та місце народження немає відомостей. Ймовірно, був сином Публія Ювенція Цельса Молодшого, консула 115 та 129 років (хоча за деякими відомостями онуком).
У 155 році увійшов до колегії понтифіків. У 160–163 роках як імператорський легат-пропретор керував провінцією Галатія. Під час своєї каденції сприяв розбудові міст, був меценатом поетів і письменників, зокрема допомагав Лукіанові. У 164 році став консулом, разом з Марком Помпеєм Макріном. Остання згадка про Цельса відноситься до 172 року, коли він у листі до імператора Марка Аврелія клопотав щодо надання Лукіану якоїсь посади у Галатії або Сирії.